# Notomastus annenkovae
Notomastus annenkovae är en ringmaskart som beskrevs av Zachs 1933. Notomastus annenkovae ingår i släktet Notomastus och familjen Capitellidae. Inga underarter finns listade i Catalogue of Life.